# Vanderbilt University Observatory
Das Vanderbilt University Observatory (deutsch Vanderbilt Universitäts Observatorium) war ein astronomisches Observatorium der Vanderbilt University in Nashville, Tennessee.
Es wurde vorwiegend zu Ausbildungszwecken benutzt. Im Jahre 1942 wurde vom Vanderbilt board of Trust das Observatorium in Barnard Observatory benannt. Die sich verschlechternden Sichtbedingungen in der Stadt veranlassten die Universität dazu an einem besseren Ort ein neues Observatorium zu erstellen, das Dyer Observatory, welches 1953 eingeweiht wurde. Das Gebäude des Vanderbilt Observatoriums wurde 1952 abgerissen.

## Geschichte
Das Observatorium wurde im Jahr 1876 errichtet auf die Initiative von Landon Garland (1810–1895), dem ersten Direktor der Universität und Professor in Physik und Astronomie.
Auf Initiative des Leiters für Ingenieurwesen und einer Gruppe lokaler Bürger beauftragte die Universität den in Nashville geborenen Amateurastronomen Edward Emerson Barnard 1883 mit der Leitung des Observatoriums. Während der Zeit in Vanderbilt entdeckte Barnard sieben Kometen. 1887 wechselte Barnard zum Lick-Observatorium. Ihm zu ehren wurde das Observatorium 1942 vom Vanderbilt board of Trust in Barnard Observatory benannt.
In den 1940er Jahren verschlechterten sich die Sichtbedingungen in der Stadt Nashville wegen Licht, Rauch, Staub und Dunst, was die Nutzung des Observatoriums zusehends erschwerte. Ab 1943 begannen die Vorbereitungen für ein neues Observatorium. Dank der unermüdlichen Lobbyarbeit von Carl Keenan Seyfert konnte das neue Dyer Observatorium im Jahr 1953 errichtet werden, benannt nach dem größten Spender Arthur J. Dyer.

## Instrumente
- 6-Zoll-Apertur-Refraktor von T. Cooke & Sons
- 4-Zoll-Meridian-Teleskop von Merz